# Кузнецов, Юрий Алексеевич (математик)
Юрий Алексеевич Кузнецов — советский, российский и американский математик, профессор Хьюстонского университета.
Родился в селе Шукша Пензенской области 7 августа 1945 года.
Окончил физический факультет Новосибирского государственного университета (1967) и в 1969 году защитил кандидатскую диссертацию, в которой разработал теорию итерационных методов в подпространствах:
- Некоторые вопросы теории и приложений итерационных процессов : диссертация … кандидата физико-математических наук : 01.00.00. — Новосибирск, 1969. — 132 с. : ил.

Работал в Вычислительном центре Сибирского отделения АН СССР под руководством Г. И. Марчука. В 1972 году вместе с ним опубликовал монографию «Итерационные методы и квадратичные функционалы», которая в 1974 году была переведена и издана во Франции.
В 1980 году переехал из Новосибирска в Москву, где стал одним из основателей Института вычислительной математики АН СССР.
В 1982 году защитил докторскую диссертацию:
- Матричные итерационные методы в подпространствах : диссертация … доктора физико-математических наук : 01.01.07. — Новосибирск, 1982. — 197 с.

Организатор кафедры вычислительной математики в Московском физико-техническом институте.
С 1997 года профессор Хьюстонского университета.
Умер 30 января 2024 г. после тяжелой продолжительной болезни.
Сочинения:
- Итерационные методы и квадратичные функционалы : монография / Г. И. Марчук, Ю. А. Кузнецов ; Вычислительный центр СО АН СССР. — Новосибирск : Наука, Сиб. отд-ние, 1972. — 206 с.
- Итерационные методы в подпространствах [Текст] / Ю. А. Кузнецов. — Москва : ВИНИТИ, 1984. — 133 с. : ил.; 21 см.
- В. В. Воеводин, Ю. А. Кузнецов. Матрицы и вычисления. — М.: Наука, 1984. — 320 с.
- Итерационные методы решения несовместных систем линейных уравнений [Текст]. — Новосибирск : [б. и.], 1974-. — 20 см.
- О симметризации приближенных задач теории переноса [Текст]. — Новосибирск : [б. и.], 1976. — 19 с.; 21 см. — (Препринт/ Семинар «Методы вычислительной и прикладной математики» под руководством Г. И. Марчука; 29).
- Блочно-релаксационный метод в подпространстве решения задачи Дирихле [Текст]. — Новосибирск : ВЦ СО АН СССР, 1979. — 21 с. : ил.; 21 см. — (Препринт / Семинар «Методы вычисл. и прикладной математики». Под руковод. акад. Г. И. Марчука; 63).
- Алгебраические многосеточные методы декомпозиции области / Ю. А. Кузнецов. — Москва : ОВМ АН СССР, 1989. — 41 с. : ил.; 22 см. — (Препр. АН СССР, Отд. вычисл. математики; N 232).
- Новые алгоритмы приближенной реализации неявленых разностных схем / Ю. А. Кузнецов. — Москва : ОВМ АН СССР, 1987. — 23,[1] с. : ил.; 22 см. — (Препр. АН СССР, Отд. вычисл. математики; N142).